# Isabella Leong
Luisa Isabella Nolasco da Silva, dite Isabella Leong (chinois traditionnel: 梁洛施; Hanyu pinyin: Liáng Luò Shī), est une chanteuse, actrice et mannequin hongkongaise, née à Macao le 23 juin 1988.

## Biographie
Son père est portugais et sa mère sino-britannique. Son père meurt prématurément. La jeune Isabella rejoint l’Emperor Entertainment Group comme modèle. 
Elle a été la compagne du milliardaire chinois Richard Li de 2008 à 2011, dont elle a eu un fils, Ethan, le 26 avril 2009 et des jumeaux en juin 2010. 
Elle chante de la cantopop en cantonais. Elle a reçu des récompenses du Hong Kong Film Awards pour son travail d'actrice.

## Filmographie

### Cinéma
- 2005 : The Eye 3, l'au-delà (Gin gwai 10) d'Oxide Pang et Danny Pang : April
- 2005 : Bug Me Not! (en) (Chung buk ji) de Law Chi-leung (en) : Moon
- 2005 : La Technique du Chinois (en) (Ching din dai sing) de Jeffrey Lau : Garçon rouge
- 2005 : Dragon Squad (Mang lung) de Daniel Lee : la fille de Kong
- 2006 : McDull, the Alumni (en) (Chun tian hua hua tong xue hui) de Samson Chiu : Winsey
- 2006 : Isabella (Yi sa bu lai) de Pang Ho-cheung : Bik-Yan Cheung
- 2006 : Diary (en) (Mon seung) d'Oxide Pang : Yee
- 2007 : Spider Lilies (Ci qing) de Zero Chou : Takeko
- 2007 : Hei wong ji wong de Chan Hing-Ka et Patrick Leung : une femme en colère
- 2008 : Missing (Sam hoi tsam yan) de Tsui Hark : Chen Xiao Kai
- 2008 : La Momie : La Tombe de l'empereur Dragon (The Mummy: Tomb of the Dragon Emperor) de Rob Cohen : Lin
- 2015 : 12 Golden Ducks de Matt Chow (en) : la femme d'affaires extra-terrestre
- 2015 : Murmur of the Hearts de Sylvia Chang : Mei / Yu-mei / la sœur

## Discographie
- Isabella (2004)
- I am Isabella (EP) (2005)
- To Find Love (EP) (2005)
- I am Isabella (2005)
- Say Goodbye... Luisa (2006)

## Distinctions

### Récompenses
- Fantasporto 2006 : meilleure actrice pour Isabella
- Golden Bauhinia Awards 2006 : meilleure nouvelle actrice pour Isabella

### Nominations
- Golden Bauhinia Awards 2006 : meilleure actrice pour Isabella
- Golden Bauhinia Awards 2007 : meilleure actrice secondaire pour Diary (en)